# Victor Vroegindeweij
Victor Vroegindeweij (Rotterdam, 9 juli 1981) is een Nederlandse documentairemaker en reclameregisseur. Zijn film The Last Fight, over het einde van de carrière van Marloes Coenen, ging in première tijdens de Competition for Dutch Documentary van het IDFA.  Mattheus en ik toont het leven van zendeling Mattheus van der Steen. Victor is de zoon van de Rotterdamse dichter Rien Vroegindeweij.

## Filmografie
- Te Gek Moment (RTV Rijnmond, 2005)
- Chanaika (Llink, 2007)
- Gaandeweg (RTV Rijnmond, 2008)
- Mattheus en Ik (KRO-NCRV, 2013)
- The Last Fight (KRO-NCRV, 2017)